# Trynidad i Tobago na Letnich Igrzyskach Olimpijskich 1976
Trynidad i Tobago na Letnich Igrzyskach Olimpijskich 1976 reprezentowało 13 zawodników.

## Zdobyte medale
| Medal | Zawodnik        | Dyscyplina    | Konkurencja |
| ----- | --------------- | ------------- | ----------- |
| Złoto | Hasely Crawford | Lekkoatletyka | 100 metrów  |

## Skład kadry

### Kolarstwo
Mężczyźni
- Leslie Rawlins - sprint - odpadł w drugiej rundzie
- Anthony Sellier - wyścig na czas 1 km - 20. miejsce

### Lekkoatletyka
Mężczyźni
- Hasely Crawford

100 metrów - 1. miejsce
200 metrów - 8. miejsce
- Ainsley Armstrong

100 metrów - odpadł w półfinałach
200 metrów - odpadł w eliminacjach
- Chris Brathwaite - 100 metrów - odpadł w eliminacjach
- Mike Solomon - 400 metrów - odpadł w półfinałach
- Charles Joseph - 400 metrów - odpadł w ćwierćfinałach
- Horace Tuitt - 800 metrów - odpadł w półfinałach
- Anthony Husbands, Chris Brathwaite, Charles Joseph, Frank Adams - 4 × 100 metrów - odpadli w półfinałach
- Mike Solomon, Horace Tuitt, Charles Joseph, Joseph Coombs - 4 × 400 metrów - 6. miejsce
- George Swanston - skok w dal - 25. miejsce

### Strzelectwo
Mężczyźni
- John Fong Yew - karabin małokalibrowy, leżąc, 50 m - 77. miejsce